# مسجد با درخت سوختة
مسجد با درخت سوختة هو مسجد تاريخي يعود إلى عصر الدولة الصفوية، ويقع في أصفهان.